# چین بزرگ

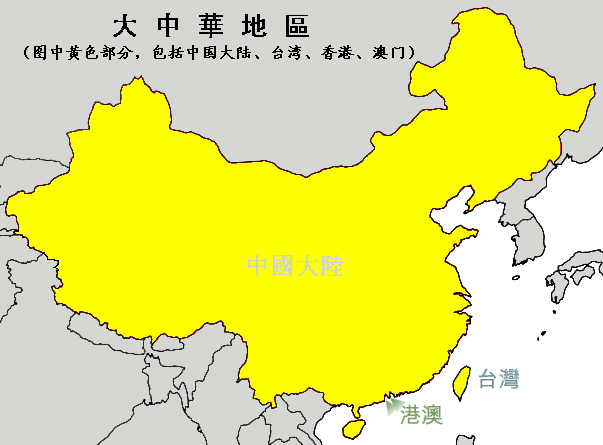
چین بزرگ امروزه شامل سرزمین اصلی چین، ماکائو، هنگ کنگ و تایوان می‌شود.

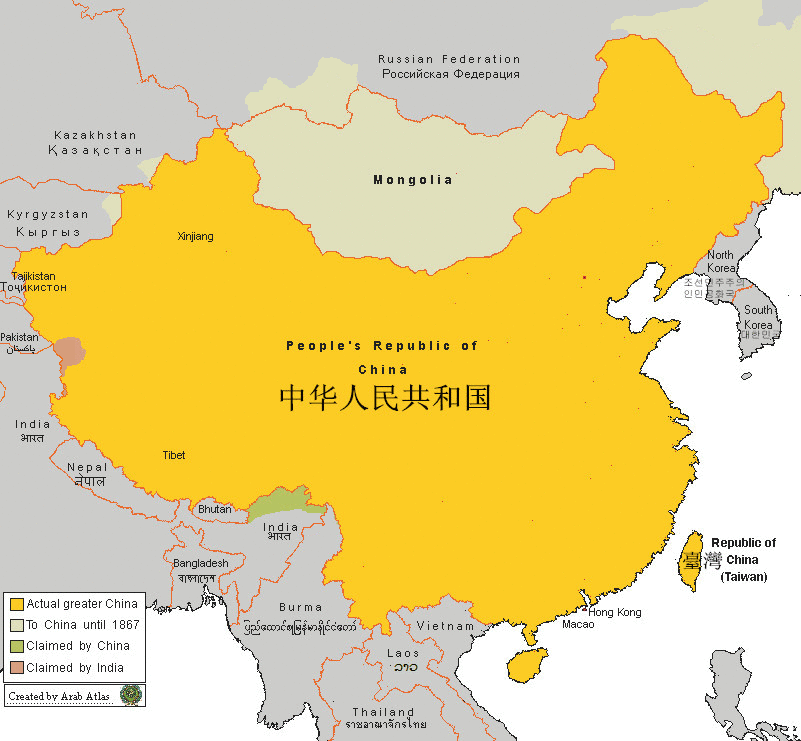
مدرن مفهوم چین بزرگ به رنگ زرد

چین بزرگ یا منطقه چین بزرگ اصطلاحی است که برای اشاره به سرزمین اصلی چین، هنگ کنگ، ماکائو و تایوان به کار می‌رود. معنای دقیق چین بزرگ کاملاً روشن نیست و ممکن است از این اصطلاح در امور تجاری یا فرهنگی استفاده شود. به طور خاص، کاربرد اصطلاح چین بزرگ در حوزه سیاسی است؛ این عبارت برای پیوند دادن به مناطق مختلف جغرافیایی چین، تلویزیون‌های چینی زبان، فیلم و موسیقی کاربرد دارد و جنبه‌هایی از فرهنگ چین را نمایان می‌کند. اصطلاح چین بزرگ برای اشاره به گستره کسب و کار/امور اقتصادی چین و بخش‌های آن مانند تایوان به کار می‌رود.

## تاریخچه

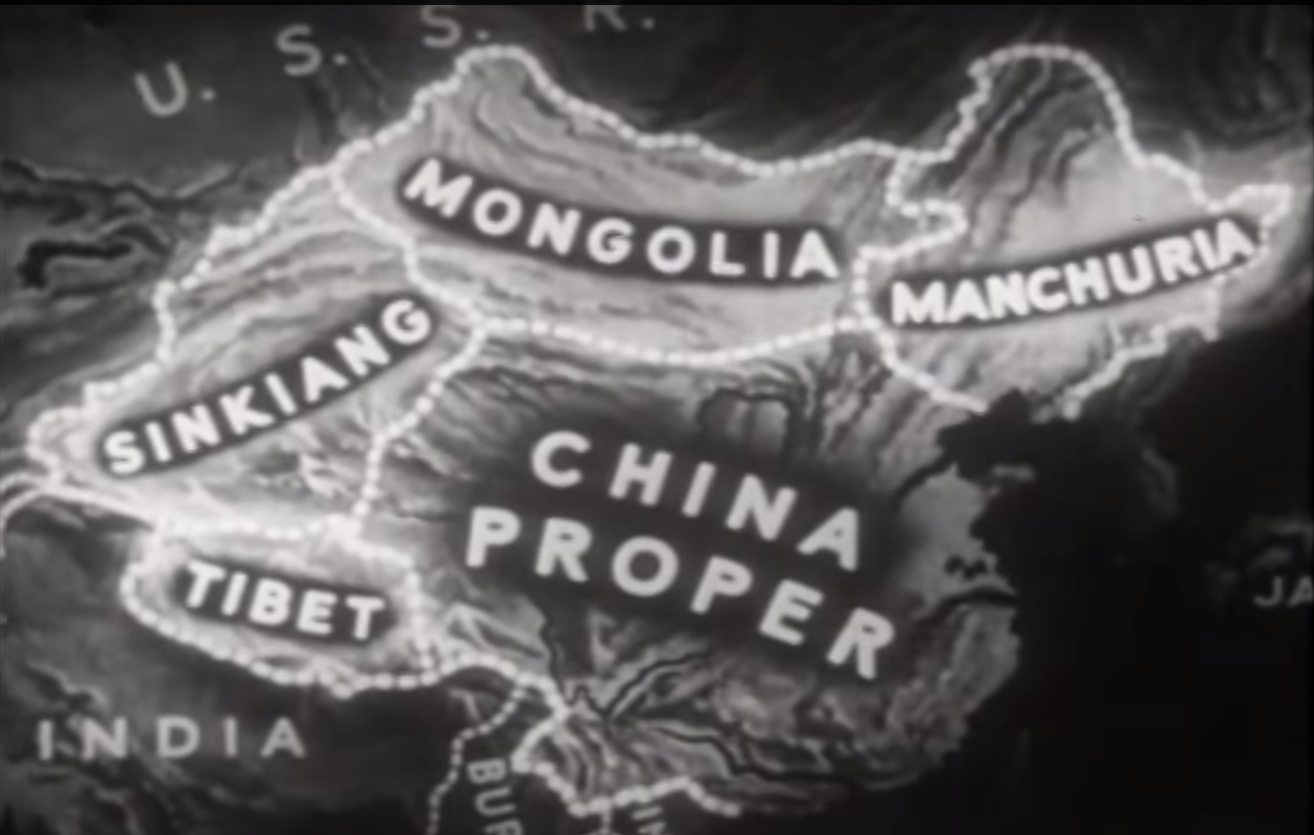
نقشه چین در سال ۱۹۴۴ بنابر فیلم تبلیغاتی آمریکایی نبرد چین (The Battle of China)

عبارت چین بزرگ دست کم از دهه ۱۹۳۰ توسط جورج کرسی برای اشاره به کل امپراتوری چین در مقابل محدوده چین به کار رفته است. اما اصطلاح چینی آن در دهه ۱۹۷۰ با رشد روابط تجاری بین سرزمین اصلی چین و هنگ کنگ و امکان گسترش این روابط به تایوان در مجله تایوانی Changqiao در سال ۱۹۷۹ از اصطلاح چین بزرگ استفاده شد. اصطلاح انگلیسی چین بزرگ مجدداً در سال ۱۹۸۰ برای اشاره به رشد روابط اقتصادی بین مناطق مختلف چین و همچنین امکان وحدت سیاسی این مناطق به کار رفت.

## استفاده در امور مالی
در زمینه مالی تعدادی از شرکتهای فعال در حوزه سهام و سرمایه‌گذاری مشترک در نام یا فعالیت‌های خود از اصطلاح چین بزرگ استفاده می‌کنند. برای مثال صندوق ING چین بزرگ ۸۰ درصد سرمایه‌گذاری دارایی‌های خود را در منطقه چین بزرگ انجام می‌دهد که طبق تعریف خودشان «متشکل از چین، هنگ کنگ و تایوان» است.

## کاربرد سیاسی
این اصطلاح اغلب برای جلوگیری از ایجاد حساسیت بیش از حد نسبت به وضعیت سیاسی تایوان استفاده می‌شود.